# SGS (Unternehmen)
Die SGS SA mit Sitz in Genf ist ein börsennotierter, internationaler Warenprüfkonzern. Die SGS (früher Société Générale de Surveillance) bietet Dienstleistungen in den Bereichen Prüfen, Verifizieren, physikalisches Testen und Zertifizieren. Rund 93'000 Mitarbeiter arbeiten im Netzwerk der SGS aus mehr als 1'800 Niederlassungen und Laboren in über 120 Ländern. Die SGS ist seit 1981 an der Schweizer Börse SIX kotiert. Zwischen 2009 und 2022 gehörte der Konzern dem Swiss Market Index (SMI) an.
Die wichtigsten Dienstleistungen der SGS sind Inspektionen, Tests, Zertifizierungsleistungen und Verifizierungen. Bei den Inspektionen geht es um die Prüfung und den Nachweis der Menge, des Gewichts und der Qualität der gehandelten Waren. Die Tests untersuchen die Produktqualität und prüfen, ob einschlägige Gesundheits- und Sicherheitsbestimmungen sowie gesetzliche Vorschriften eingehalten werden. Zertifizierungsleistungen bestätigen, dass Produkte, Systeme oder Dienstleistungen den Anforderungen entsprechen, die Staaten, lokale Bestimmungen, Normgeber oder auch die Hersteller festgelegt haben.

## Geschichte
International tätige Händler aus Frankreich, Deutschland und den Niederlanden, aus dem Baltikum, aus Ungarn, den Mittelmeerländern und den Vereinigten Staaten gründeten 1878 in London die «London Corn Trade Association». Zweck der Vereinigung war, Versanddokumente für Exportländer zu standardisieren sowie Verfahrensweisen und Streitfragen hinsichtlich der Qualität von importiertem Getreide zu klären.
Im selben Jahr wurde die SGS in Rouen in Frankreich von einem jungen Einwanderer aus Lettland gegründet. Er sah die Chancen in einem der grössten Häfen des Landes und begann mit der Inspektion französischer Getreidelieferungen. Er lieh sich Geld von einem österreichischen Freund und überprüfte die in Rouen eintreffenden Lieferungen, da die Getreidemenge auf dem Transport kleiner wurde. Schwund und Diebstahl waren der Grund. Indem er die Menge und die Qualität des Getreides bei der Ankunft mit dem Importeur inspizierte und verifizierte, stärkte er die Rechte des Exporteurs.
Das Geschäft wuchs schnell. Nachdem die beiden Unternehmer im Dezember 1878 ihre gemeinsame Geschäftstätigkeit aufgenommen hatten, eröffneten sie innerhalb eines Jahres Niederlassungen in Le Havre, Dünkirchen und Marseille. Eine der ersten Innovationen war die «Full Outturn Guarantee» (FOG), die SGS bietet sie heute noch an. Bei dieser Dienstleistung wird dem Exporteur jeder Getreideverlust durch den Transport ersetzt, wenn die SGS die Fracht sowohl beim Beladen als auch beim Entladen inspizieren kann.
Bis 1913 wuchs das Unternehmen zu einem der führenden Getreideinspekteure. In einem Netzwerk von 45 Niederlassungen in ganz Europa wurden Jahr für Jahr 21 Millionen Tonnen Getreide geprüft. Während des Ersten Weltkriegs verlegte das Unternehmen 1915 seinen Sitz von Paris nach Genf in der Schweiz, um seine Arbeit in einem neutralen Land fortzusetzen. Seit 19. Juli 1919 trägt es den Namen Société Générale de Surveillance.
Mitte des 20. Jahrhunderts begann die SGS mit der Diversifizierung. Seitdem werden Prüf-, Test- und Verifizierungsleistungen für eine Vielzahl von Marktsegmenten angeboten, beispielsweise in den Bereichen Öl, Gas und Erze (in diesem Bereich wird etwa ein Drittel des Umsatzes erwirtschaftet), Industrie, Chemikalien und Pharmazie. 1981 ging das Unternehmen an die Börse. Seit dem Jahr 2000 gehört die finnische Prüfstelle FIMKO zu SGS. Ebenfalls seit dem Jahr 2000 war die Familie Agnelli an SGS beteiligt. Weitere Anteile hatten die Bankiersfamilie von Finck und die Groupe Bruxelles Lambert (GBL)-Eignerfamilien Desmarais und Frère.
Die derzeitige Struktur der SGS mit zehn Geschäftsfeldern in zehn geografischen Regionen wurde 2001 eingeführt. 2002 führte der spätere Vorstandschef von FIAT, Sergio Marchionne, den Konzern aus einer schwerwiegenden Krise.
Die Holding-Gesellschaft Exor hielt eine Beteiligung an SGS in Höhe von 15 %, die im Juni 2013 für 2 Milliarden Euro an die GBL verkauft wurde. Zu diesem Zeitpunkt war die GBL-Group, die auch Großaktionär französischer Konzerne war, der größte Anteilseigner.
Der Verfall der Rohstoffpreise 2014/15 gab Anlass zur verstärkten Suche nach neuen Geschäftsfeldern. So ist SGS beispielsweise in Chile der größte Anbieter von Labordienstleistungen, die vor allem auch für die Bergbauindustrie durchgeführt werden. Mit dem Rückgang der Investitionen im Kupferbergbau gehen hier auch die Umsätze zurück. Die strategischen Überlegungen zur Diversifizierung gehen derzeit in Richtung Lebensmittelsicherheit, Konsumentenschutz, E-Commerce und Datenanalyse und zielen vor allem auf den nordamerikanischen und den chinesischen Markt. 2017 betrug der Konzernumsatz 6,3 Milliarden Franken.
Im Jahr 2020 gab die SGS bekannt, dass die von Finck Familie 12,7 Prozent des ausstehenden Aktienkapitals veräussert hat und damit auf einem Bestand von 3 Prozent bestehen bleibt. Ein Teil dieser Aktien wurde durch die Groupe Bruxelles Lambert gekauft, welche die Position als grösster Anteilseigner an der SGS ausgebaut hat (18,9 %).

## Dienstleistungen
Die SGS erbringt ihre Dienstleistungen in zehn Geschäftsfeldern, die nach Branchen aufgeteilt sind:
- Agriculture – Die angebotenen Agricultural Services beinhalten Saatgut-Services, die die Effizienz der Produktion unterstützen, Handelsservices, um Risiken zu minimieren, Inspektion & Training, Supply-Chain-Services, für bessere Warenkontrolle sowie -Verfolgung, und Collateral Management Services.
- Automotive – Im Automobilsektor umfassen Prüfungsleistungen der SGS den Entwurf, die Konstruktion und den Betrieb von Fahrzeugen für Regierungen, Hersteller, Händler, Finanzinstitute und Versicherungen.
eBay: eBay Motors unterstützt Fahrzeuginspektionen durch SGS Automotive und stellt die entsprechenden Weblinks für eine Terminvereinbarung bereit.[10]
- Consumer Testing – Dieses Geschäftsfeld erbringt Dienstleistungen im Bereich der Qualität, für die Einhaltung von Vorschriften (englisch Compliance) und die Sicherheit von Konsumgütern. Zu diesen gehören bspw. Textilien, Haushaltsgeräte, Möbel, Lebensmittel und Elektronik. Leistungen sind Produktbewertungen, Werksbeurteilungen, Produktüberprüfungen und Versandkontrollen.
- Environmental – Umweltverträglichkeitsprüfungen, Audits, Schulungen, Untersuchungen von Luft- und Wasserqualität sowie Dienstleistungen im Zusammenhang mit dem Klimawandel gehören zu diesem Geschäftsfeld. Ausserdem entwickelt Environmental nachhaltige Lösungen für Regierungen und Industrie.
- Governments and Institutions – Die Dienstleistungen dieses Geschäftsbereichs unterstützen Regierungen und Institutionen dabei, dass gesetzliche Vorschriften eingehalten werden, das Wirtschaftswachstum zu fördern. Das Geschäftsfeld steigert die Effizienz von Handel und Wirtschaftsförderung und erleichtert die «Good Governance», die verantwortungsbewusste Regierungsführung und nachhaltige Entwicklungen.
- Industrial – Industrial Services bietet Qualitäts- und Sicherheitsdienstleistungen für Anlagen, Werkstoffe, Ausrüstung, Einrichtungen und Projekte. Nutzer sind Eigentümer und Betreiber von Einrichtungen in Branchen wie bspw. Öl und Gas, Energieerzeugung und Energieübertragung, Windenergie, Bau und Produktion, aber auch Banken und Finanzinstitute.
- Life Science – Die Labordienstleistungen dieses Geschäftsfeldes umfassen u. a. die Qualitätskontrolluntersuchungen von Inhaltsstoffen in Arzneimitteln für die pharmazeutische und die biopharmazeutische Industrie. Ein weiterer Bereich ist die Durchführung von klinischen Studien.
- Minerals – Hier geht es um Prüfleistungen für Kohle und Koks, edle und unedle Metalle, Stahl und Rohstoffe für die Stahlherstellung, Biokraftstoffe, Düngemittel, Zement, Industriemineralien und -diamanten. Das Geschäftsfeld beschäftigt sich mit allem, was mit Exploration, Machbarkeitsprüfungen, Produktion, Handel, kommerziellen Anwendungen, Recycling und Minenschliessung zu tun hat.
- Oil, Gas and Chemicals – Alle Dienstleistungen bieten Unterstützung bei der Suche nach Onshore- und Offshore-Ölfeldern und der Analyse und Gewinnung von Öl und Erdgas aus diesen Feldern. Dies gilt für die Phasen Exploration, Bewertung, Entwicklung, Produktion und Logistik. Weitere Dienstleistungen beziehe sich auf die Bereiche Verarbeitung, Lagerung und Transport von Rohöl und Erdgas, die Raffinierung, den Vertrieb und Einzelhandel.
- Systems and Services Certification – In diesem Geschäftsfeld stehen Audit-, Zertifizierungs-, Schulungs- und Beratungsleistungen für Managementsysteme in den Bereichen Qualität, Umwelt, Arbeitsschutz, soziale Verantwortung, Sicherheit und Business Continuity im Mittelpunkt. So trägt der Bereich dazu bei, dass internationale und lokale Normen oder kundenspezifische Standards eingehalten werden.

## Management
Die Struktur der SGS:
SGS gliedert sich in zehn Geschäftsfelder und arbeitet in zehn Regionen. Jedes Geschäftsfeld wird von einem Executive Vice President (EVP) geführt. An der Spitze jeder Region steht ein Chief Operating Officer (COO). Die EVP und die COO bilden gemeinsam mit den funktionalen Senior Vice Presidents (SVP) und dem Chief Executive Officer (CEO) des Konzerns, dem Chief Financial Officer (CFO) und dem General Council das Operations Council.
Chief Operating Officers sind Pauline Earl (Westeuropa), Ladislav Papík (Süd- und Zentraleuropa), Dirk Hellemans (Nord- und Zentraleuropa), Teymur Abasov (Osteuropa und Naher Osten), Fred Herren (Afrika), Kimmo Fuller (Nordamerika), Alejandro Gomez de la Torre (Südamerika), Helmut Chik (China und Hongkong), Malcolm Reid (Südostasien und pazifischer Raum), Dennis Yang (Ostasien).
Senior Vice Presidents sind Carla De Geyseleer (CFO), Jean-Luc de Buman (Corporate Communications und IR Corporate Development), Olivier Merkt (Legal & Compliance) and Dominique Ben Dhaou (Human Resources).
Executive Vice Presidents sind Derick Govender (Minerals Services), Thomas Klukas (Automotive & GIS), vacant (Life Science Services), Olivier Coppey (Agricultural Services), Francios Marti (Industrial Services), Richard Shentu (Consumer Testing Services), Jeffrey McDonald (Systems & Services Certification), Alim Saidov (Oil, Gas & Chemicals), Peter Possemiers (Environmental Services) und Roger Kamgaing (Governments & Institutions Services).

## Tochtergesellschaften
Zu den Tochtergesellschaften der deutschen Tochter der SGS SA gehören:
- SGS Analytics Germany GmbH
- SGS Analytics LAG GmbH
- SGS Chemie-, Industrie- und Spezialanalytik GmbH
- SGS Gottfeld NDT Services GmbH
- SGS Institut Fresenius
- SGS-TÜV Saar (gemeinsam mit dem TÜV Saarland)

## Verwicklung in Korruptionsaffären
Die Weltbank empfiehlt die, u. a. von der SGS durchgeführten, Inspektion vor Verschiffungen (PSI) als Mittel zur Korruptionsbekämpfung und vor allem für Länder mit schwachem Steuereinkommen und hoher Korruptionsrate.
Anfang der neunziger Jahre wurde auch SGS wegen illegaler Zahlungen von Millionenbeträgen an Regierungsmitarbeiter bzw. deren Verwandte verurteilt. Unmittelbar nach dieser Korruptionsaffäre wurde in der gesamten Gruppe der "Code of Integrity" eingeführt. Unter anderem erfolgten damals Zahlungen an den damaligen Mann der Premierministerin von Pakistan Benazir Bhutto, den späteren (2008–13) Präsidenten Asif Ali Zardari.
Involviert gewesen sein soll die SGS noch in weitere Korruptionsfälle in Paraguay und auf den Philippinen.